# Правительство Тульской области
Правительство Тульской области — высший исполнительный орган государственной власти в Тульской области.

## Описание
Правительство формируется губернатором региона, а возглавляется председателем правительства, который назначается и освобождается от должности также губернатором. Правительство Тульской области действует в пределах срока полномочий губернатора региона, и слагает свои полномочия перед вступившим в должность новым губернатором. Решение Президента Российской Федерации об отрешении губернатора области от должности влечет за собой отставку правительства области. В случае отставки правительства области оно продолжает действовать до сформирования нового правительства.
Член правительства Тульской области имеет нагрудный знак, которым он пользуется в течение срока своих полномочий. Для обеспечения деятельности губернатора Тульской области и правительства Тульской области формируется постоянно действующий государственный орган — аппарат правительства Тульской области.

## Полномочия
Согласно статье 46 Устава Тульской области, правительство:
- разрабатывает и осуществляет меры по обеспечению комплексного социально-экономического развития области, участвует в проведении единой государственной политики в сфере финансов, науки, образования, здравоохранения, культуры, физической культуры и спорта, социального обеспечения, безопасности дорожного движения и экологии.
- осуществляет в пределах своих полномочий меры по реализации, обеспечению и защите прав и свобод человека и гражданина, охране собственности и общественного порядка, противодействию терроризму и экстремизму, борьбе с преступностью;
- разрабатывает проект бюджета области, а также проекты программ социально-экономического развития области, предусматривающие финансирование из бюджета области;
- обеспечивает исполнение бюджета области, готовит отчет о его исполнении и отчеты о выполнении программ социально-экономического развития области;
- формирует иные органы исполнительной власти области;
- управляет и распоряжается собственностью области в соответствии с законами области, а также управляет федеральной собственностью, переданной в управление области в соответствии с федеральными законами и иными нормативными правовыми актами Российской Федерации;
- утверждает в порядке, установленном Правительством Российской Федерации, нормативы потребления коммунальных услуг;
- вправе предложить органу местного самоуправления, выборному или иному должностному лицу местного самоуправления привести в соответствие с законодательством Российской Федерации и области изданные ими правовые акты в случае, если указанные акты противоречат Конституции Российской Федерации, федеральным законам и иным нормативным правовым актам Российской Федерации, настоящему Уставу, законам и иным нормативным правовым актам области, а также вправе по указанным основаниям обратиться в суд;
- обеспечивает взаимодействие органов исполнительной власти с областной Думой;
- осуществляет иные полномочия, установленные федеральными законами, Уставом области и законами области, а также соглашениями с федеральными органами исполнительной власти, предусмотренными статьей 78 Конституции Российской Федерации.
- в пределах своих полномочий издает постановления и распоряжения, обязательные для исполнения на территории области.

## Структура
| - Аппарат правительства - Министерство внутренней политики и развития местного самоуправления - Министерство жилищно-коммунального хозяйства - Министерство здравоохранения - Министерство имущественных отношений - Министерство культуры - Министерство молодёжной политики - Министерство образования - Министерство по информатизации, связи и вопросам открытого управления - Министерство по профилактике коррупции - Министерство природных ресурсов и экологии - Министерство промышленности и торговли - Министерство сельского хозяйства - Министерство спорта - Министерство строительства - Министерство транспорта и дорожного хозяйства - Министерство труда и социальной защиты - Министерство финансов - Министерство экономического развития - Министерство по региональной безопасности | - Государственно-правовой комитет - Комитет ветеринарии - Комитет ЗАГС и мировых судей - Комитет по мобилизационной подготовке - Комитет по печати и массовым коммуникациям - Комитет по науке и инноватике - Комитет по развитию туризма - Комитет по тарифам - Государственная жилищная инспекция - Инспекция по культурному наследию - Инспекция госархстройнадзора - Инспекция гостехнадзора |

## Состав
| Фото | ФИО                | Должность |
| ---- | ------------------ | --- |
|      | Дмитрий Миляев     | Губернатор Тульской области с 12 сентября 2024 года. |
|      | Галина Якушкина    | Заместитель Губернатора Тульской области — руководитель аппарата Правительства Тульской области — начальник главного управления государственной службы и кадров аппарата Правительства Тульской области |
|      | Сергей Егоров      | Заместитель Губернатора Тульской области |
|      | Ирина Волкова      | Заместитель Губернатора Тульской области |
|      | Ольга Гремякова    | Заместитель председателя Правительства Тульской области |
|      | Григорий Лаврухин  | Заместитель председателя Правительства Тульской области |
|      | Элеонора Шевченко  | Заместитель председателя Правительства Тульской области |
|      | Дмитрий Марков     | Заместитель председателя Правительства Тульской области |
|      | Антон Агеев        | Заместитель председателя Правительства Тульской области |
|      | Игорь Казенный     | Министр имущественных и земельных отношений Тульской области |
|      | Ярослав Раков      | Заместитель председателя Правительства Тульской области — министр по информатизации, связи и вопросам открытого управления Тульской области                                                             |
|      | Михаил Малишевский | Министр здравоохранения Тульской области |
|      | Татьяна Абросимова | Министр труда и социальной защиты Тульской области |
|      | Александр Климов   | Министр финансов Тульской области |
|      | Наталья Архипова   | Министр по правовому обеспечению деятельности исполнительных органов власти Тульской области |
|      | Сергей Косов       | Министр по региональной безопасности Тульской области |
|      | Александр Бибиков  | Министр по контролю и профилактике коррупционных нарушений в Тульской области |
|      | Оксана Осташко     | Министр образования Тульской области |
|      | Алексей Давлетшин  | Министр молодёжной политики Тульской области |
|      | Юрий Панфилов      | Министр природных ресурсов и экологии Тульской области |
|      | Родион Дудник      | Министр транспорта и дорожного хозяйства Тульской области |
|      | Вячеслав Романов   | Министр промышленности и торговли Тульской области |
|      | Олег Дючков        | Министр жилищно-коммунального хозяйства Тульской области |
|      | Татьяна Рыбкина    | Министр культуры Тульской области |
|      | Антон Емельяненко  | Министр экономического развития Тульской области |
|      | Алексей Степин     | Министр сельского хозяйства Тульской области |
|      | Кира Игнатчик      | Министр строительства Тульской области |
|      | Дмитрий Яковлев    | Министр спорта Тульской области |
|      | Евгений Кирдяпкин  | Министр внутренней политики и развития местного самоуправления в Тульской области |
|      | Сергей Косов       | Министр по региональной безопасности Тульской области |

## Представитель вСовете ФедерацииФедерального Собрания
1. Анатолий Тихонович Васьков — полномочия признаны 25 декабря 2001 г. — прекращены досрочно 15 апреля 2004 г.
2. Александр Викторович Лунёв — полномочия признаны 15 апреля 2004 г. — прекращены 13 июля 2005 г.
3. Анатолий Тихонович Васьков — полномочия признаны 13 июля 2005 г. — подтверждены 9 июня 2010 г. — прекращены досрочно 30 сентября 2011 г.
4. Артур Николаевич Чилингаров — полномочия признаны 14 ноября 2011 — прекращены досрочно 1 октября 2014 г.
5. Юлия Владимировна Вепринцева — полномочия признаны[3] 7 октября 2014 — прекращены досрочно в сентябре 2016 г.
6. Савельев, Дмитрий Владимирович — полномочия признаны 6 октября 2016 г. — лишён неприкосновенности 2 августа 2024 года